# NGC 3899
NGC 3899 = NGC 3912 ist eine Balken-Spiralgalaxie vom Hubble-Typ SBb im Sternbild Löwe, die schätzungsweise 78 Millionen Lichtjahre von der Milchstraße entfernt ist. 
Die Galaxie wurde am 14. April 1789 von dem Astronomen William Herschel mit seinem 18,7-Zoll-Spiegelteleskop entdeckt.